# Coupe des îles Féroé de football 1956
Navigation
Løgmanssteypið 1955 Løgmanssteypið 1957
La Coupe des Îles Féroé 1956 de football est la 2e édition de la Løgmanssteypið (Trophée du Premier Ministre). 
La finale du tournoi se disputa à Tórshavn au stade Gundadalur.
Le TB Tvøroyri fut le vainqueur. C'est le premier titre du club.

## Format
Prenant place entre les mois de mai et juillet 1956, la compétition se décompose en trois phases allant du premier tour jusqu'à la finale. Seules les équipes de Meistaradeildin 1956 (Division des Champions) participèrent à la compétition. Le KÍ Klaksvík se qualifia directement en demi-finale.

## Clubs participants
| \| B36 HB KÍ TB VBV \| Localisation des clubs engagés dans la coupe nationale 1956. |
| B36 HB KÍ TB VBV                                                                    |

- B36 Tórshavn - Meistaradeildin
- HB Tórshavn - Meistaradeildin Tenant du Titre
- KÍ Klaksvík - Meistaradeildin
- TB Tvøroyri - Meistaradeildin
- VB Vágur - Meistaradeildin

## Résultats

### Premier tour[2]
| Date        | Équipe 1    | Résultat | Équipe 2     |
| ----------- | ----------- | -------- | ------------ |
| 27 mai 1956 | VB Vágur    | 1-0      | B36 Tórshavn |
| 27 mai 1956 | TB Tvøroyri | 4-1ap    | HB Tórshavn  |

### Demi-finale[3]
| Date         | Équipe 1    | Résultat | Équipe 2    |
| ------------ | ----------- | -------- | ----------- |
| 10 juin 1956 | TB Tvøroyri | ?-?      | KÍ Klaksvík |

### Finale
| 8 juillet 1956 | TB Tvøroyri | 5-2   | VB Vágur | Gundadalur, Tórshavn |
|                |             | (0-0) |          |                      |